# Give It Away
Give It Away is een hitsingle van de Californische band Red Hot Chili Peppers. Het nummer is te vinden op het album Blood Sugar Sex Magik uit 1991. Het was de tweede single van dit album, na Under The Bridge. Hierna zouden nog Breaking The Girl en Suck My Kiss uitkomen. Het nummer werd in thuisland de Verenigde Staten en in Canada in september 1991 op single uitgebracht, maar werd pas in de zomer van 1992 in diverse landen in Europa een radiohit.
Markant is een gitaarsolo van John Frusciante die achteruit is opgenomen.

## Videoclip
In de videoclip zijn de Peppers veranderd in een soort buffels, die op gitaren spelen en zingen. De video is (expres) in zwart-wit opgenomen. De videoclip is niet erg bekend, maar dat komt doordat hij pas is opgenomen toen Give It Away al in de hitlijsten stond.

## Achtergrond
De plaat werd slechts een radiohit in een aantal landen. In thuisland de Verenigde Staten flopte de plaat met slechts een 73e positie in de Billboard Hot 100. In het Verenigd Koninkrijk werd de 9e positie bereikt in de UK Singles Chart en in Ierland de 19e positie.
In Nederland werd de plaat regelmatig gedraaid op Radio 3, maar bereikte desondanks de Nederlandse Top 40 niet. De plaat bleef 5 weken steken in de Tipparade. Wél werd in de zomer van 1992 een 42e positie bereikt in de destijds tweede hitlijst op de nationale popzender: de Nationale Top 100.
In België bereikte de plaat de 30e positie in de Vlaamse Ultratop 50. In de Vlaamse Radio 2 Top 30 werd de 17e positie behaald.  

## NPO Radio 2 Top 2000
| Nummer met noteringen in de NPO Radio 2 Top 2000 | '15  | '16 | '17 | '18 | '19 | '20 | '21 | '22  | '23  | '24  |
| ------------------------------------------------ | ---- | --- | --- | --- | --- | --- | --- | ---- | ---- | ---- |
| Give It Away                                     | 1012 | 626 | 960 | 986 | 983 | 878 | 930 | 1013 | 1097 | 1403 |

1. ↑  Een vetgedrukt getal geeft de hoogste notering aan.
2. ↑  2015 was het eerste jaar met een notering voor dit nummer.